# Buchnik
Buchnik – osiedle w północno-wschodniej części Warszawy, w dzielnicy Białołęka.

## Opis
Osiedle położone jest na zachód od ulicy Modlińskiej, przy granicy Warszawy. Leży między ul. Modlińską, granicami Warszawy i ul. Przyrzecze. Ta ostatnia oddziela je od sąsiedniego osiedla – Bukowa. Miejski System Informacji nie uwzględnia jednak istnienia tego osiedla i jego teren w całości leży w osiedlu Nowodwory. Natomiast podział na osiedla (i rady osiedli) według Urzędu Dzielnicy Białołęka wlicza teren Buchnika do terenu Bukowa.
Jeszcze do lat 1970. XX w. Buchnik był podwarszawską wsią leżącą przy trasie wylotowej z Warszawy. 1 stycznia 1973, w związku z reformą administracyjną kraju, wszedł w skład gminy Jabłonna. 1 sierpnia 1977 odłączony od sołecwa Jabłonna (690 ha, łącznie z kolonią Choszczówka) i włączony do Warszawy.